# Ana Maria Bottosso
Ana Maria Bottosso (Diadema) é uma bailarina, coreógrafa e professora de dança contemporânea e balé clássico brasileira. Recebeu a medalha legislativa do mérito educativo ou cultural pela Câmera Municipal de Diadema, em junho de 2011.
Foi responsável por organizar e idealizar os projetos "ABCDança", "Pés na Estrada" e "Bailando em Cirandas, no movimento das alamedas", assim como os espetáculos "EU por detrás de MIM" e "Paranoia".
Recebeu o prêmio Associação Paulista de Críticos de Arte (APCA) 2018, pela melhor criação coreográfica do ano de 2017, com o projeto “EU por detrás de MIM”. Este espetáculo também ganhou o Prêmio Governador do Estado de SP, na categoria melhor dança de 2017 e 2018. Em 2011, também foi indicada ao Prêmio Governador do Estado SP, para a cultura, na categoeria dança, com o espetáculo “Paranoia".
Como coreógrafa também foi premiada em festivais, como o Festival de Dança de Joinville, o Festival de Dança do Triângulo, o Passo de Arte, Promodança, Enda e Enredança.

## Biografia
Ana Bottosso nasceu em Diadema e formou-se em Ciências Sociais pela Pontifícia Universidade Católica de São Paulo. Começou na dança com sete anos e, mais tarde, formou-se em habilitação plena para bailarinos e ganhou o certificado de professora pela Royal Academy of Dance (RAD), em Londres.
Ao longo de sua carreira, trabalhou com diversos nomes importantes da dança no brasil e de diversos países por onde passou, como França, Bélgica e Alemanha. Em Nova York, no Alvin Ailey American Dance Center, ganha experiência com dança moderna e contemporânea.
Participou de diversos festivais internacionais, como o Muestra de Artes Escénicas de La Ciudad de México, a Mostra de Dança Contemporânea do Peru e o Festival Les Bérges.
No Brasil, Bottosso é diretora geral da Companhia de Danças de Diadema e do Projeto de Formação e Difusão em Dança de Diadema.

## Prêmios e indicações
| Ano  | Prêmio                                  | Categoria            | Trabalho             | Resultado | Ref   |
| 2011 | Prêmio Governador do Estado SP          | Dança                | Paranoia             | Indicada  | [ 1 ] |
| 2018 | Associação Paulista de Críticos de Arte | Criação coreográfica | EU por detrás de MIM | Vencedora | [ 1 ] |
| 2018 | Prêmio Governador do Estado de SP       | Dança                | EU por detrás de MIM | Vencedora | [ 1 ] |
| ---- | --------------------------------------- | -------------------- | -------------------- | --------- | ----- |